# Кузьмин (Городокская городская община)
Кузьмин (укр. Кузьмин) — село в Хмельницком районе Хмельницкой области Украины.
Население по переписи 2001 года составляло 869 человек. Почтовый индекс — 32027. Телефонный код — 3251. Занимает площадь 3,896 км². Код КОАТУУ — 6821283601.

## Местная власть
32000, Хмельницкая обл., Хмельницкий р-н, г. Городок